# Mogilno-Wschód (gmina)
Mogilno-Wschód – dawna gmina wiejska w latach 1934–1954 w woj. poznańskim/bydgoskim (dzisiejsze woj. kujawsko-pomorskie). Siedzibą władz gminy było Mogilno, które jednak nie wchodziło w jej skład (gmina miejska).
Gmina zbiorowa Mogilno-Wschód została utworzona 1 sierpnia 1934 roku w powiecie mogileńskim w woj. poznańskim z dotychczasowych jednostkowych gmin wiejskich: Bystrzyca, Czarnotul, Dębowo, Goryszewo, Góra, Kołodziejowo, Olsza, Pałuczyna, Sędowo, Strzelce, Świerkowiec, Trląg, Wiecanowo i Żabno (oraz z obszarów dworskich położonych na tych terenach lecz nie wchodzących w skład gmin). 
Po wojnie gmina zachowała przynależność administracyjną. 6 lipca 1950 roku gmina Mogilno-Wschód wraz z powiatem mogileńskim została przyłączona do woj. bydgoskiego (które równocześnie zmieniło nazwę z pomorskiego na bydgoskie). Według stanu z dnia 1 lipca 1952 roku gmina składała się z 14 gromad: Czarnotul, Dąbrówka, Dębowo, Głogłówiec, Goryszewo, Kołodziejowo, Kunowo, Olsza, Sędowo, Strzelce, Świerkowiec, Trląg, Wiecanowo i Żabno.
Gmina została zniesiona 29 września 1954 roku wraz z reformą wprowadzającą gromady w miejsce gmin. Jednostki nie przywrócono 1 stycznia 1973 roku po reaktywowaniu gmin, powstała jednak gmina Mogilno, obejmująca obszary dawnych gmin Mogilno-Wschód i Mogilno-Zachód.